# Corton (Suffolk)
Corton – wieś w Anglii, w hrabstwie Suffolk, w dystrykcie East Suffolk. Leży 65 km na północny wschód od miasta Ipswich i 171 km na północny wschód od Londynu.